# Alma Skog
Alma Charlotta Skog, född Strömmer 22 februari 1846 i Vasa, död där 24 februari 1939, var en finlandssvensk hovrättsrådinna i Vasa som under hela sitt liv aktivt arbetade för fosterlandet, hembygden och den svenska kulturen i Finland. Under ofärdsåren deltog hon aktivt i motståndsarbetet inom Kvinnokagalen. Skog engagerade sig också i arbetet för flickors och kvinnors möjligheter till utbildning och deltagande i samhällslivet. Hon var grundande medlem till ett stort antal föreningar och tilldelades flera medaljer och utmärkelser för sin verksamhet.

## Uppväxt och skolgång
Alma Skog var dotter till kollegieassessorn Carl Jakob Strömmer (18.8.1815–25.12.1907) och Brita Charlotta, född Hamrén (1.12.1823–25.6.1910). Som barn bodde hon först i nuvarande Gamla Vasa fram till Vasa brand 1852, då familjen flyttade till Storgård hemman i Runsor en bit utanför staden. Då Skog var 14 år gammal flyttade familjen till Alavo, där hennes far Carl Jakob Strömmer utnämnts till kronofogde.
Sina första skolår gick Skog i fröken Kellanders och fröken Bladhs småbarnsskola i Gamla Vasa. När Wasa svenska fruntimmersskolan invigdes och inledde sin verksamhet den 1 september 1857, blev Skog en av skolans första elever. Efter fruntimmersskolan och skriftskolan vistades Skog i Helsingfors under två vintrar där hon fick privatundervisning för att förkovra sig i de ämnen som ingick i studentexamen. Vid den här tiden fick flickor ändå inte avlägga studentexamen, vilket Skog upplevde mycket orättvist.

## Den egna familjen
Vid 24 års ålder gifte sig Skog år 1870 med hovrättsnotarien, senare hovrättsrådet Karl Henrik Skog (14.4.1835–18.1.1915) och de fick tre döttrar, Elly, Sally och Ilma. Familjen bodde på Skolhusgatan 7 i Vasa, i samma hus som Almas föräldrar, som flyttat tillbaka till Vasa från Alavo.
Den äldsta dottern Elly (ca 1870–8.4.1888) dog redan som 17-åring i blindtarmsinflammation och det var en sorg som följde Skog resten av livet. Den mellersta dottern Sally Maria (5.4.1873–31.12.1938) gifte sig 1896 med Eskil Palmén (31.8.1863–15.7.1941) och bosatte sig i Helsingfors. Den yngsta dottern Ilma Maria (19.11.1874–25.8.1966) gifte sig 1898 med friherre Albert de la Chapelle (23.2.1871–15.12.1932) på Lindö gård, Tenala.

## ”Fosterlandet”
Alma Skog var en aktiv kvinna på många plan. Almas starka fosterlandskärlek och aktiva arbete för fosterlandet, hembygden och den svenska kulturen i Finland gjorde att hon av sin samtid fick smeknamnet ”Fosterlandet”.
Under förryskningstiden var hon som ombud för Kvinnokagalen, med om att föra in och sprida den förbjudna tidskriften Fria Ord i Finland. Tidningen trycktes i Sverige och smugglades in i Finland. Skog smugglade även in annan förbjuden litteratur, brev och hälsningar från de finländare som tagit sin tillflykt till Sverige under ofärdsåren.
Alma Skog var en stor beundrare av och personligt bekant med Gustaf Mannerheim, som hon kallade ”sin vita general”. Som aktiv i Lotta Svärd arbetade Skog under inbördeskriget aktivt för att mobilisera kvinnor och organisera arbetet med att utrusta Mannerheims vita armé. Efter kriget tog hon aktivt del i vården av krigsinvaliderna. För de här insatserna belönades hon sedan med utmärkelserna Frihetskrigets minnesmedalj, Frihetskorset och Finlands Vita Ros.
På 1930-talet startade Skog en penninginsamling för att Vasa skulle få en Mannerheimstaty men det dröjde ända till slutet av 1980-talet innan statyn kunde förverkligas. År 1990 avtäckas statyn slutligen i Vasa stadshus.

## Kvinnoföreningar
Alma brann för att aktivera och bilda kvinnorna och som följd av det var hon med och grundade flera kvinnoföreningar och -organisationer i Vasa och i Österbotten. I många fall var hon själv verksam som flerårig ordförande för eller styrelsemedlem i föreningarna.
Några exempel på föreningar där hon engagerade sig är Marthaförbundet, Folkhögskolesällskapet i Vasa, Sällskapet Svenska Odlingens Befrämjare i Vasa, Fruntimmersföreningen, Vasa läns förbund för kvinnostipendier, Lotta Svärd, Föreningen Brage i Vasa, Arbetshemmet och Barnkrubban i Brändö, Vasa skolträdgårdssällskap, Minnesförbundet Sverige-Finland, riksföreningen Svea och Arbetets vänner i Vasa.
Alma arrangerade också under många års tid medborgerliga och fosterländska fester i Vasa stadshus, så som Runebergsfester och Svenska dagen-fester.
År 1936 instiftade Svenska folkpartiet en medalj uppkallad efter Alma Skog. Alma Skog-medaljen utdelas till förtjänta kvinnor verksamma inom Svenska Kvinnoförbundet, Svenska folkpartiet eller Svensk Ungdom.
Alma Skog avled år 1939, 93 år gammal. I maj 2001 avtäcktes en minnestavla över Alma Skog på väggen till hennes forna hem på Skolhusgatan 7 i Vasa.
På 2020-talet, drygt 80 år efter sin död, uppmärksammas Skogs minne och hennes betydelse i Vasa genom att brandgatan i kvarteret som omgärdas av Skolhusgatan, Museigatan, Kyrkoesplanaden och Biblioteksgatan, döps till Aktivistgränden, efter Skog som bodde i kvarteret. Då den nya tvåspråkiga läroinrättningen som under år 2020 bildats genom sammanslagning av Vasa Arbis och Vaasan Opisto döps till Vasa medborgarinstitut Alma – Vaasan kansalaisopisto Alma, refererar det nya namnet också till Alma Skog. På skivan Brandliljor och eldsjälar (2021) sjunger Désirée Saarela sin nyskrivna sång "Alma Skog".

## Alma Skogs arkiv
Alma Skogs arkiv förvaras i Svenska litteratursällskapets i Finland arkiv i Vasa.
Arkivet består av dokument, fotografier, medaljer och förtjänsttecken, urklipp och tryckalster. Bland dokumenten finns mottagna brev, utkast till avsända brev, tal och föredrag samt Alma Skogs egenhändigt skrivna levnadssaga och sammanställda meritförteckning över mottagna hederstecken, medaljer och telegram.
Arkivet innehåller även av fotografier och handlingar rörande släkten de la Chapelle och Lindö gård.
Den största delen av fotografierna och en del av brev, tal och andra handlingar i Alma Skogs arkiv är fritt tillgängliga i digital form på Finna.